# Wan Shiu Ming
Wan Shiu Ming (chiń. trad. 溫兆明; pinyin Wēn Zhàomíng; ur. w 1938) – hongkoński pływak, uczestnik Letnich Igrzysk Olimpijskich 1956.
Startował w dwóch wyścigach: na 100 metrów stylem dowolnym, w którym uzyskał czas 1:00,7 oraz na 400 metrów stylem dowolnym, w którym uzyskał czas 5:02,6. W obu wyścigach zajął 7. miejsce w eliminacjach i nie awansował do następnej fazy.